# Pierre Prüm
Pierre Prüm (Troisvierges, 9 de juliol de 1886 - Clervaux, 1 de febrer de 1950) fou un jurista i polític luxemburguès, Primer Ministre de Luxemburg del 19 de març de 1925 fins al 16 de juliol de 1926. També va exercir el càrrec de Ministre d'Afers Exteriors i d'Interior i d'Agricultura. El 1937 va ser membre a la Cambra de Diputats de Luxemburg per la circumscripció del Nord.